# Lanteira
Lanteira er en by og kommune i det sydøstlige Spanien i provinsen Granada. Den har et indbyggertal på 543 (2024) indbyggere.